# (32096) Puckett
(32096) Puckett – planetoida z pasa głównego asteroid okrążająca Słońce w ciągu 4,07 lat w średniej odległości 2,55 j.a. Została odkryta 27 maja 2000 roku przez Myke’a Collinsa i Minora White’a. Jej nazwa pochodzi od Tima Pucketta (ur. 1962) – amerykańskiego astronoma amatora, który zbudował Puckett Observatory w Ellijay, specjalizujące się w obserwacjach komet i odkryciach supernowych.